# Rezerwat przyrody Podcerkwa
Rezerwat przyrody Podcerkwa – rezerwat przyrody położony na terenie gminy Białowieża w województwie podlaskim.
- Powierzchnia według aktu powołującego: 228,12 ha[1]
- Rok powstania: 1995
- Rodzaj rezerwatu: faunistyczny
- Przedmiot ochrony: fragment Puszczy Białowieskiej ze specyficznymi środowiskami występowania reliktowej fauny motyli odznaczającej się dużym bogactwem gatunków i występowaniem form endemicznych.